# دانيال مونتيانو
دانيال مونتيانو (بالرومانية: Daniel Munteanu)‏ (6 يونيو 1978 في رومانيا - ) هو لاعب كرة قدم روماني في مركز الدفاع. لعب مع أونيريا أورزيتشيني وجامعة كلوج ونادي أوتسيلول غالاتسي ونادي خزر لنكران ونادي فاسلوي وFCM Dinamo Onești ‏ وFC Delta Tulcea ‏ ونادي فارول كونستانتسا وForesta Fălticeni ‏.

## وصلات خارجية
- دانيال مونتيانو على موقع قاعدة بيانات كرة القدم.إي يو (الإنجليزية)